# アンリ・グラサデュー
アンリ・グラサデューまたはアンリ・グラース・ア・デュー (Henri Grâce à Dieu) は、別名グレート・ハリー (Great Harry) と呼ばれる、イングランド王国海軍のキャラック船（グレート・シップ)。ヘンリー8世の旗艦として使用された。4層の船首楼と2層の船尾楼を備えていた。 

## 艦歴
ヘンリー8世は1511年に進水したスコットランド艦「グレート・マイケル」に対抗して本船の建造を命じたといわれる。  
1512年から1514年にかけて、 オールド・ウーリッジにある専用の埠頭（この埠頭はウリッジ工廠の起源になった）で建造された。 イギリスで最初のダブルデッキ構造の艦であり、1,500tの積載量を誇る当時のヨーロッパで最大かつ最も強力な軍艦だった。完成後はイアリスの海軍造船所に係留された。  
完成後の早期の段階で、艦体が非常に重いことが発覚した。艦は荒れた海上では激しい横揺れに悩まされ、安定性の悪さは射撃の精度と戦闘プラットフォームとしての総合性能に悪影響を及ぼした。 
これを修正するために、1536年にイアリス造船所で船体の高さを下げるなどの大規模な改装が行われた。改装後の積載量は1,000tとなったが、21門の舷側砲を含む151門の砲が搭載された。「アンリ・グラサデュー」は、ガンポートを備えた最初の船の1つである。乗組員数も当初の約1,000名から700～800名に減った。 
艦体にはそれぞれが3つのセクションに分割された4本のマストを持つ革新的な帆走装置が装備された。前方の2本のマストにはメインセイル、トップセイル、トガンセイルを備え、後方の2本のマストはそれらの間に5枚のラテンセイルが装備された。これにより、帆の取り扱いが容易になり、風力をより均一に分散させることで速度と操縦性が向上し、舷側部の重砲をより適切に運用できるようになった。   
「アンリ・グラサデュー」には1545年のソレントの海戦に参加した以外の戦歴はほとんどなく、金襴の陣においてヘンリー8世がフランソワ1世との会談の場に赴くときに使用されるなど主に外交の場で活躍した。 
エドワード6世即位後の1547年、彼にちなんだ名前に改名されたとあるが、その後の活動履歴は不明である。1553年にウーリッジで起こった火災で焼失したか、使用されることなくテムズ川の埠頭に係留されたまま朽ちて廃船となったのではないかと言われている。 

## その他
士気を維持するために海辺の町で軍旗を掲揚するというイギリス海軍の伝統は、1514年にケント州ブロードステアーズのブラッドストウ礼拝堂で行われた礼拝に起源をもつと言われている。この儀式には「アンリ・グラサデュー」の乗組員が参列し、王の艦隊に所属する最大かつ最新の軍艦たちが町の周辺の海に停泊していたという。   